# Ali Ammar
Ali Ammar, più noto come Ali La Pointe (Miliana, 14 maggio 1930 – Algeri, 8 ottobre 1957), è stato un rivoluzionario algerino.

## Biografia
Ali Ammar visse un'infanzia di povertà. Analfabeta, crebbe nella piccola criminalità venendo arrestato più volte (da minorenne scontando condanne in riformatorio, successivamente, raggiunta la maggiore età, in carcere) per la commissione di molteplici reati; il suo soprannome Ali la Pointe deriva dal nome della banlieue di Pointe-Pescade, il sobborgo di Bouzaréah alla periferia di Algeri, dove visse dall'età di tredici anni.
Allo scoppio della guerra d'Algeria, mentre stava scontando una pena detentiva di un anno nel famigerato carcere di Barberousse, venne reclutato dai membri del Front de Libération Nationale, il Fronte di liberazione nazionale algerino (FLN), entrando, una volta uscito dal penitenziario, nel gruppo comandato da Yacef Saadi, un importante leader dell'organizzazione con cui collaborerà fino al giorno della sua cattura.
Ali divenne uno dei più fidati e attivi membri dell'organizzazione e, grazie alle sue conoscenze nel sottobosco della malavita della capitale, fornì un importante contributo alla pulizia della qasba di Algeri, il primo passo compiuto dal FLN per l'inizio della rivolta contro l'occupazione francese, e successivamente compiendo attentati e azioni individuali, la più significativa delle quali fu l'assassinio del sindaco di Algeri Amédée Froger, avvenuto il 28 dicembre 1956.
Nel 1957 l'organizzazione, che con la sua attività aveva contribuito in modo significativo ad attirare l'attenzione delle Nazioni Unite sulla cosiddetta "questione algerina", cominciò a sfaldarsi sotto i colpi inferti dalle truppe comandate dal generale Jacques Massu ed Ali La Pointe fu costretto a fuggire e a nascondersi nella casbah insieme ad altri attivisti e ad Yacef Saadi la cui cattura avvenne il 24 settembre.
Il giorno 8 ottobre Ali La Pointe, insieme a due compagni, Hassiba Ben Bouali e il piccolo tredicenne Omar Yacef (Le Petit Omar), fu rintracciato grazie alle informazioni fornite, si suppone, da un attivista appena catturato oppure, alternativamente, da un informatore. Grazie alle informazioni ricevute i militari francesi ne scoprirono il nascondiglio in un edificio dove era stata ricavata una nicchia all'interno di una parete. I militari offrirono ai fuggiaschi la possibilità di arrendersi ma, non ottenendo risposta, fecero saltare in aria la nicchia provocando il crollo dell'intero palazzo: l'esplosione provocò la morte, oltre che di Ali e dei due compagni, di 24 persone, tra cui 8 bambini, e il ferimento di 5 soldati francesi.

## Cultura di massa
Nel film del 1966 La battaglia di Algeri, diretto da Gillo Pontecorvo, Ali La Pointe è impersonato dal giovane algerino Brahim Hadjadj.